# 菜食主義

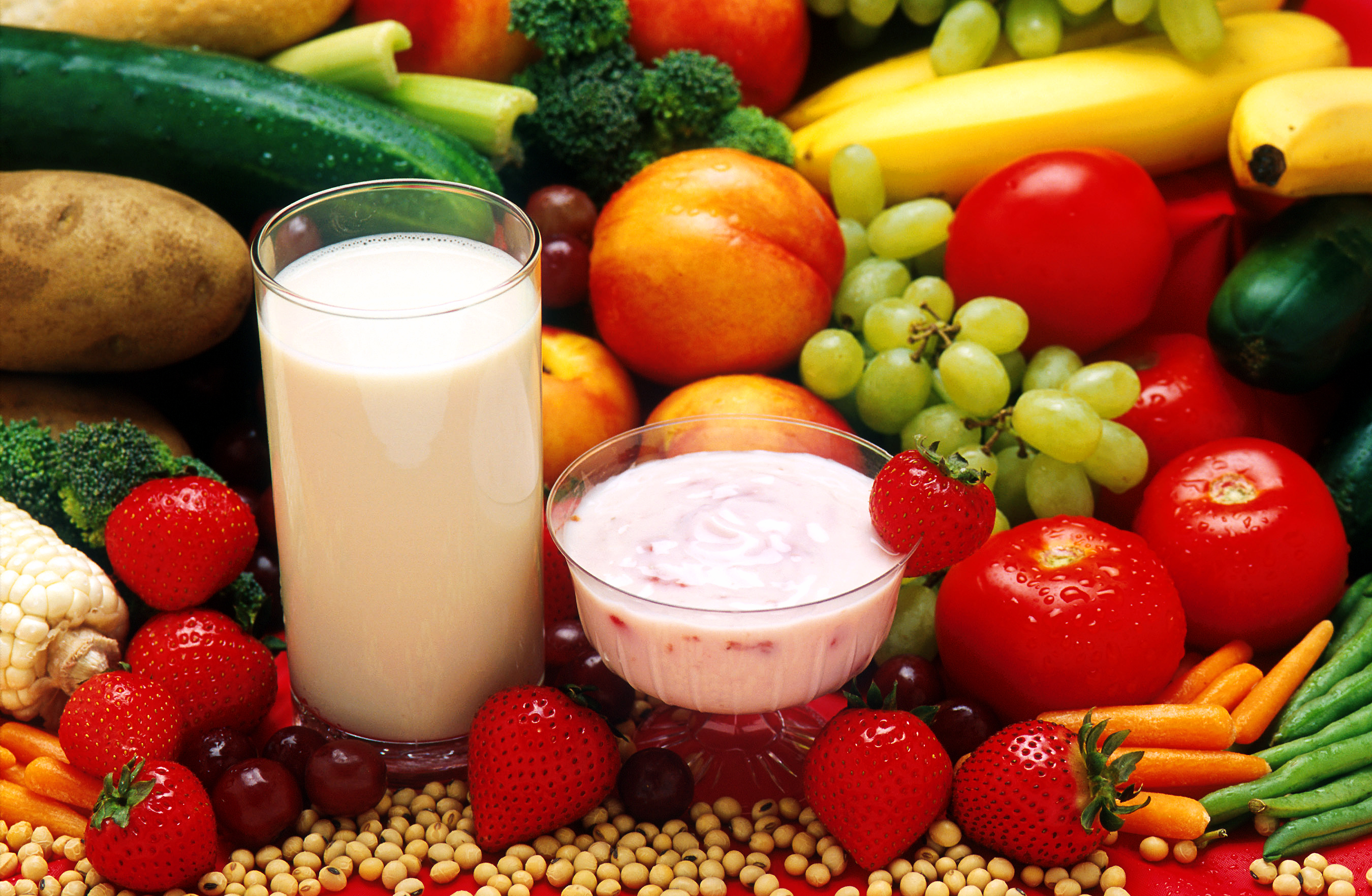
菜食主義者は穀物や野菜、果物を主に食べ、食肉や魚介類およびその加工品を避ける。乳製品も摂らない完全菜食主義者もいる。

菜食主義（さいしょくしゅぎ、英: Vegetarianism）とは、動物性食品（食肉、魚介類、鶏卵、乳製品など）の一部または全部を避ける食生活を行うことである。健康、倫理、宗教などの理由から実践する人は、一般的に菜食主義者（ベジタリアン）と呼ばれる。食だけではなく、動物から採取した材料を使った製品を実際的に不可能で無い限り避ける人をヴィーガンと呼ぶ。

## 名称
日本では、明治中期に英語のvegetarianismの訳語が菜食主義として紹介され、明治後期から社会運動が始まった。近年では「ベジタリアン」｢ベジ｣の表記を使うことも増えている
『ケンブリッジ世界の食物史』には、イギリスベジタリアン協会（1847年9月30日発足）が発足した際に、ラテン語のVegetus（活気のある、生命力にあふれた）をもとに考えられたと記載されている。このとき、野菜（Vegetable） の単語とかけたともされる。
一方、国際ベジタリアン連合の別のページではそれ以前でも使われたことに言及しており、英語における言葉の権威である『オックスフォード英語辞典』では、1839年と1842年に既にその単語が使われていたことを示している。その語源としては英語のVegetableに人を表すtarianの語尾をつけたものであるとしている。
19世紀にvegetarianismが造語される前は、古代ギリシャの哲学者で菜食主義者であったピタゴラスにちなんで、菜食主義者は英語で「ピュタゴリアン」と呼ばれていた。

## 訳語
『学術用語集医学編』における用語対応は、vegetarianismが菜食主義、vegetarianが菜食主義者で以下に同じである。『スタンダード医学英和辞典第2版』『研究社 医学英和辞典 第2版』『栄養・食糧学用語辞典 第2版』『英和・和英 栄養・食糧学用語集』。
『栄養・生化学辞典 普及版』もほぼ同様である。『日本医学会医学用語辞典英和 第3版』ではvegetarianを菜食主義者としている。

## 菜食主義の分類
欧米の考え方では卵と牛乳を許容する一方で、日本の考え方マクロビオティック（玄米菜食）では、魚を許容することがあり発想が異なる。ビーガンのように動物を食料とすることを一切避け、動物性食品だけでなく動物性製品全般を避ける「脱動物虐待搾取主義」もある。
|                | 動物肉 | 魚介類 | 卵   | 乳製品 | 蜂蜜 |
| -------------- | ------ | ------ | ---- | ------ | ---- |
| ペスカタリアン | 不可   | 〇     | 〇   | 〇     | 〇   |
| 卵乳菜食       | 不可   | 不可   | 〇   | 〇     | 〇   |
| 乳菜食         | 不可   | 不可   | 不可 | 〇     | 〇   |
| 卵菜食         | 不可   | 不可   | 〇   | 不可   | 〇   |
| ヴィーガニズム | 不可   | 不可   | 不可 | 不可   | 不可 |

国際ベジタリアン連合では、ベジタリアンが卵と乳製品を食べるかは問わないが、インドでは卵を食べないものだとされる。つまり、動物の殺害に関わらない場合にベジタリアンだと認められる。しかし、北米の「ベジタリアンを名乗る団体」の多くは卵と乳製品を使わない食事を促している。

### 菜食主義
- ベジタリアン (Vegetarian)
菜食主義者。卵乳菜食、乳菜食に分かれる[16]。ベジタリアンの単語でも広義の意味ではビーガンを含む[16]。
  - 乳卵菜食 (Ovo-lacto-vegetarian)[17] - 乳製品と卵は食べる[16]。
  - 乳菜食 (Lacto-vegetarian)[17] - 乳製品は食べる[16]。
  - 卵菜食 (ovo-vegetarian) - 卵製品は食べる
- ヴィーガン (Vegan) 脱動物虐待搾取主義[17]
乳製品、卵、蜂蜜、絹、羊毛（ウール）など、動物虐待搾取をした製品を消費しない[16]。娯楽や研究目的も実際的に不可能でない限り排斥する[7]。
- 果実食主義（Fruitarian、フルータリアン）果食主義
植物の果実、ナッツや種子など、植物が繁殖のために自然に実らせ、採取してもその生命を損なわない部分のみを食べる[7]。

意味が多様なもの
- ストリクト・ベジタリアン（Strict Vegetarian）
厳格な菜食主義者は、ビーガンを意味するが、のちに菜食主義者も指すようになった[16]。
- ピュア・ベジタリアン（Pure Vegetarian）[7]
日本ベジタリアン協会によれば、ビーガンの別名としてピュア・ベジタリアン（Pure Vegetarian）、純粋菜食を紹介し、そのほかでは上記と意味が同じものとしてビーガン、乳菜食、乳卵菜食を説明している[18]。国際ベジタリアン連合によれば、北米ベジタリアン協会がトータル・ベジタリアンとして植物性食品だけの人を指しており、北米で使われることが増えている[7]。ダイエタリー・ビーガン（Dietary Vegan）も同じ意味で、食事以外では動物の使用を排除するとは限らないとする[7]。フルータリアンでは、必須栄養素が充足できない[19]。

- オリエンタル・ベジタリアン (Oriental Vegetarian) 
東洋の菜食主義で、肉、魚、乳製品、五葷（ごくん、精力のつく香の物）を摂取しない[20]。1970年代にインドの菜食主義を解説した論文ではピュア・ベジタリアンとして言及されている[21]。

- ノンミートイーター (Non-Meat Eater)
魚、卵、乳製品については選択的で、動物肉は避ける食事法

#### ヴィーガンとベジタリアンの違い
主な違いは、ヴィーガンはミルク、チーズ、バター、ヨーグルトなどの乳製品や卵、蜂蜜などの動物由来の食品を避けることである。さらに、ゼラチンなど、動物の苦しみが伴うと考えられる食品添加物も避ける。また、牛革や毛皮など、動物を利用した製品を使わないことも特徴である。
特に倫理的なヴィーガンは、これらの生産過程が動物の苦しみや搾取、早死を伴うと考え、そのような食品や製品を選ばない。乳牛から牛乳を生産するためには、子牛は出産直後に母親から離されて屠殺されるか代用乳で育てられる。不要な雄の子牛は、出生時に屠殺されるか種牛とされる。乳牛は生後2年から牛乳を出し続けるために、ほぼ一生を通じて毎年人工授精で妊娠と出産を繰り返す。約5年後、牛乳の生産量が落ちると、牛肉とその皮のために屠殺される。乳牛の自然な平均寿命は約20年。卵については、バタリケージまたはフリーレンジでの卵の生産のために、不要な雄の雛は殺される。

### 準菜食主義
国際ベジタリアン連合による最近の定義のページには、疑似菜食主義者の言葉はないが、菜食主義者と紛らわしいとする分類を、過去に疑似菜食主義者 (Pseudo-Vegetarian) と説明しており以下が含まれる。日本ベジタリアン協会では、国際ベジタリアン連合はペスコ・ベジタリアンやポーヨー・ベジタリアンを菜食主義だと認めていないとしている。
- ぺスカタリアン（Pescetarian, Pesco vegetarian）
魚乳卵菜食主義者。魚介類・卵・乳製品は食べる[16]。文献によっては、鶏は食べないと説明される[19]。アジアでの仏教思想に基づく食事でも魚介類は含まない[19]。獣肉をあまり食べない伝統的な日本の食事はこの構成に近い[19]。
- ポーヨー・ベジタリアン（Pollo vegetarian、ポゥヨゥ・ベジタリアン[19]）
鶏卵菜食では、原則として、卵や鶏肉を食べる。米国ではラテン系アメリカ人やヒスパニック系はこの種類の食事をすることがあり、放し飼いにされた鳥を選ぶ傾向にある[19]。
- セミベジタリアン（Semi-Vegetarian） - 一般人より少ない量の肉を食べる[16]。鶏や魚を食べる者はこれである[17]。
- フレキシタリアン（Flexitarian） - 常に菜食というわけではない[7]。
- マクロビオティック（Macrobiotic）

日本CI協会の解説では、マクロビオティックの食事は穀菜食が主体となる。動物性食品は、少量の小魚や魚介類にとどめ、牛、馬、豚、鶏などは基本的には食べない。。蒲原聖可はベジタリアンの類型を解説した論文においてベジタリアンの一種と説明し、肉類を避けているがそれだけでなく、自然と調和するための独自の思想があるとしている。詳細はマクロビオティックを参照。

### 非菜食主義
- オムニボア（雑食主義）：植物性食品と動物性食品の両方を摂取する食事パターン
- ミートイーター（肉食）：肉類を中心とした食事を好む傾向
  - カーニボア（極端な肉食）：ほぼ肉のみを食べる

## 動機
菜食主義は以下のような動機によって選択される。

### 倫理、動物愛護
倫理による菜食主義は、動物を殺すこと反対する場合と畜産動物の取り扱いに問題があるとして反対する場合に分けられる。
ピーター・シンガーのように、倫理学説から倫理的菜食主義をとるものもいる。1975年に、プリンストン大学教授だったシンガーは『動物の解放』において、畜産は動物虐待が行われている数が多いと主張した。工業化されすぎた畜産のシステムは、省スペースで高効率を求めるため、過密状態での飼育、病気の放置、豚の尾や鶏の嘴の切断が行われる。
シンガーの『実践の倫理』や『私たちはどう生きるべきか』によれば、動物に知能がなければ殺していいという考えでは、知能の低い人間を殺すことを正当化してしまうと主張し、こうした20世紀後半の功利主義の立場からは痛覚を持つ脊椎動物には苦痛を与えず、痛覚のない貝類は許容している。『実践の倫理』では工場畜産を認めないとしても必ずしも菜食主義にはならず、放牧の動物であれば苦痛を与えるような生育環境ではないため、放牧は許容する場合がある。こうした議論も論じられている。
一方で哲学者のMcMahanのような人物は、精神障害者は健常者と同等の人権は持たないと述べた。しかし昔は精神障害者は残虐に取り扱われてきたが、人権の議論と法律の整備とともに、ほとんどの人は精神障害者も生きる権利と治療を受ける権利があると考えている。道徳哲学が日進月歩で進む中で、精神障害者以上の知能を持つ動物の生きる権利を奪うことは、道理に反し、欲と慣れによる一方的かつ差別的な振る舞いだと考えている。
「畜産家が愛情込めて育て、最後に殺すのは動物への裏切り」と批判する者もいる。
歴史学者のユヴァル・ノア・ハラリは、工業型畜産による動物の大規模な苦痛について指摘し、これを人類史上最大の犯罪の一つとして批判している。彼は、科学的な知見から動物の意識や感情（有感性）の存在を認め、工業型畜産における動物の扱いを倫理的な問題として提起している。

### 宗教

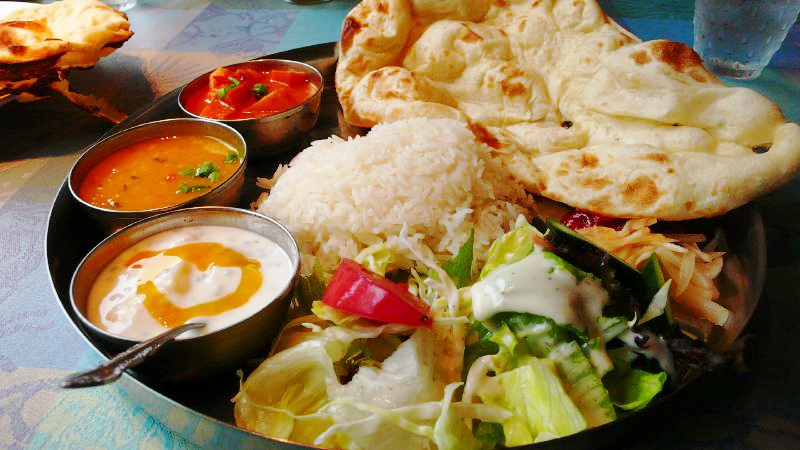
ヒンドゥー教徒は殺生を行わない料理のみ摂取する

宗教において菜食主義の傾向が強い要素の中には、肉体より精神を至高のものとする禁欲主義の影響が大きいと考えられるものもある。これは、霊・精神性に対し、肉食や生殖欲が肉体性を象徴するとして罪悪視されたものもあるが、断食のように修行の一環として菜食主義的粗食を志向し、中には即身仏のように自発的殉教死に至るものもあった。
インドは不殺生戒（アヒンサー）思想の発祥地であり、遅くとも2000年以上前から菜食を奨励する宗派が存在した。現在、インド発祥で菜食主義を奨励している宗教は、ヒンドゥー教とジャイナ教が代表的であり、国民の31%がベジタリアンである。

#### ヒンドゥー教
肉食は避けるが乳製品は可。また宗派やカースト、地域や家庭などによって純菜食から肉食可まで様々な段階の戒律を持つ。牛、特に瘤牛は聖獣で絶対に食べない。

#### ジャイナ教
ジャイナ教は肉食を避けるだけでなく、耕す際に虫が死ぬ農業、火中に虫が飛んで入る火を使った料理なども行わず、卵や野菜を食べない。ただし乳製品は可。この世に存在する限り間接殺は避けられないものであるため、ジャイナ教の僧は最終行として食を断ち餓死する。

#### 仏教
仏教では、殺生をすることは禁じられている。ただし、上座部仏教とチベット仏教では肉食は禁じられていない。
インドで発見された経典や北伝の初期仏教経典（阿含経）、南伝仏教のパーリ語経典によれば、釈迦は直接殺を禁じ、菜食主義を戒に含めることを明確に拒否する記述があるだけではなく、肉を食べたことが記されている。さらに、釈迦に食事を振る舞うために、在家信者が肉を召使に買いにいかせた記述もあるので、肉食は不殺生戒を破ることにならない。ただし、肉が比丘や比丘尼のためにわざわざ殺されたことを見・聞・知した場合は、この肉を食してはならないと宣言している（三種の浄肉）。さらに、在家には「肉・人（奴隷）・毒・武器にかかわる職業に就いてはならない」と宣言している。
ただし、いくつかの病気の治療に肉をあげる記述も存在する。一見すると矛盾するが、これは当時のジャイナ教など他宗との間接殺に解釈の相違に起因するとされている。一方、中道を掲げ、極端な苦行を非難した仏教は、直接殺を避けるとともに、貪ることに戒め、全体的に間接殺を減らすのが第一であるとしている。
北伝の大乗仏教の経典では、釈迦が肉食をしたとの記述はないが、肉食が不殺生戒を破ると主張をする経典も存在しない。しかし、全ての生き物に対する慈愛に基づいて肉食を避ける菩薩の道が強調されており、この論法で肉食を避けることの重要性を強調する記述が何度も見られる。この考えに則った大乗の菜食は、ジャイナ教徒の食事と似ており、肉食だけでなく、植物殺を生じる球根野菜の使用を避ける。ただしジャイナ教の僧侶のように、最終的に微生物の殺生をも避けるために、水を取ることさえ拒否し、入滅するようなことはない。

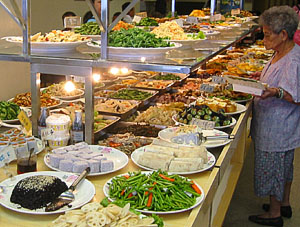
台湾における仏教徒のための料理

中国仏教においては、南伝の経典も大まかに正統としながらも、大乗経典と食い違う部分は小乗の劣った教えとして認めない場合が多く、より厳格な菜食主義が主張される。仏教文化から発達した精進料理もベジタリアン料理の一種である。
中国語では素食（スーシー）と言い、台湾素食が知られている。
日本仏教では既に鎌倉仏教が厳格な菜食主義を放棄している一方で、精進料理の伝統も続けられている。僧の托鉢による受動的な肉食と在家の購買による能動的な肉食は異なるとして、托鉢以外の場合は菜食を奨励している場合もある。

#### キリスト教
聖書では、菜食主義を支持する聖書の一節がある（創世記1章29節、使徒言行録15章28-29節）。一方、動物を食べることは道徳的に許容されるということを示している一節もある（創世記9章2-3節、レビ記11章）。
SarxやCreatureKindなどのキリスト教団体は、イエスは菜食主義者ではなかった。しかし、卵産業での生後1日の雄のひよこの大量殺処分などの現代の畜産は、イエスが信者に呼びかけた平和と愛の人生とは相容れないと主張している。
宗教改革以前からあるキリスト教の教派には、金曜日などの特定の曜日や四旬節、待降節にベジタリアン的な料理を作り、断食を守る伝統がある。これを小斎・斎（ものいみ）などと呼ぶ。最も厳しい節制においては、カトリックでは肉、卵、乳製品が禁じられており、正教会ではさらに魚肉、オリーブ油（または植物油全般）も禁じられる。しかし、肉ではなく魚介であるという解釈のもとにベネズエラではカピバラ、アイルランドではカオジロガンなど水辺の鳥獣を食べてもよいとする例はあった（例として「中世料理」参照）。またカトリックにおいては20世紀後半から、この趣の節制は大幅に緩和された。
節制の時期などに関しては、それぞれの教派の項目および教会暦を参照のこと。

#### ユダヤ教
ユダヤ教では菜食主義は主流ではないが、多くのユダヤ教徒が菜食主義である。旧約聖書に基づく食事コーシャフードでは、適正な動物と屠殺、調理方法による肉食が認められている。ユダヤ教徒が、ベジタリアンを採用する理由として、健康と思いやりに関するユダヤ教の戒律、動物福祉、環境倫理がある。バル・タシュキット（無駄を禁じる戒律）やツァアル・バアレイ・ハイイム（生き物に苦痛を与えてはならない規定）などの原則に則ることもある。また、工場式畜産や高速機械での屠殺場での残酷な慣行を苦慮している。

#### イスラム教
コーランのアル・マイダ章第一節で、肉食を許可している。しかし、食用に用いてもよい肉はハラールミート（イスラム教徒がアッラーの名を唱えて屠殺したもの）に限られる。豚は不浄とされる戒律のため禁じられており、一切食べないムスリムも多い。ただし、イスラム教徒が極めて少ない地域・社会で、ハラールミートの入手が困難な状況では、菜食（乳製品と魚介類はかまわない）が求められる。また、餓死しそうな場合のように、命に関わる場合であれば豚肉や非ハラール食も食べてよいとされる。
コーランとスンナで、イスラム教徒に動物を人道的に扱うことを強く奨励しており、イスラムの預言者ムハンマドは娯楽目的の狩猟に反対している。イスラムの最も重要な祝祭の一つであるイード・アル＝アドハーでは、動物の犠牲（ウディヤ）が行われる。

#### その他の宗教
- セブンスデー・アドベンチスト教会 - 菜食主義（乳卵菜食）を奨励し、豚肉と鱗を持たない魚介類など、旧約聖書レビ記第11章で不浄とされる動物は忌避すべきとする。鶏肉と魚はどちらかというと食べても良いとする信者もいる。
- ラスタファリアニズム
- 生長の家- ノーミート料理を推奨している。
- オウム真理教 - 動物に留まらず、イースト菌、ヨーグルト菌までも禁じる徹底した菜食主義をとっていた[37][38]。「オウム食」も参照。

### 環境保護・人道主義
菜食主義者には環境問題を根拠とする者もいる。

#### 効率性
| 牛肉  | 豚肉 | 鶏肉 | 鶏卵 |
| 11 kg | 7 kg | 4 kg | 3 kg |

1970年代、フランシス・ムア・ラッペは、畜産はタンパク質を得る目的としては効率が悪いと述べた。植物から畜産物へのタンパク質変換効率は鶏肉が40%、豚肉が10%、牛肉が5%というデータがある。
穀物や牧草を家畜飼料にして得られる食肉より、同じ土地面積に人間が直接食べる農作物を作付けする方がより多くの人の食料を生産できる。食用作物を全て人間が直接食べることで、人口扶養力が世界平均haあたり6人（バイオ燃料などその他消費を飼料の4分の1含む）から10.1人に上昇するという試算がある。
詳細は仮想水（別名：バーチャルウォーター）を参照。
しかし、家畜飼料稲は人間の食用種とは品種が異なるため、食用農作物を育てることが難しい土地でも飼料用農作物を作付けすることができる場合がある。なお、通常の肉と培養肉を比較すると、培養肉の方がエネルギー使用量を7%以上、水使用量を8割以上、土地を99%、二酸化炭素排出量を8割以上削減できる。

#### 食料問題
日本での畜産も、資源の浪費や環境危機といった側面を持っている。輸入飼料を必要とする畜産物の消費量が増えたことは食料自給率が低下した一因である。飼料自給率は25%程度で推移し（H28は27%）、畜産物の自給率は15%程度で推移している（H28は16%)。
日本での食料自給率の低下は、海外で枯渇が懸念される地下水を使うことにつながり、フードマイレージ（食料の輸送距離）を増加させ輸送のためのエネルギー消費を増やしている。しかし、日本での農産業も資源の浪費や環境危機といった側面を持っている。大量の肥料を必要とする農産物の消費量が増えたことは食料自給率の低下の一因である。
肉類の消費量増加の意味は、飼料用の穀物消費量が増える→国際市場における穀物の価格が上昇→貧しい人々が必要とする穀物を買えなくなる、ことである。
十分に栄養の取れない飢餓人口は約8億人いる（2014年）。1997年から2003年の世界の食用作物41品目の収穫物のうち36%は家畜飼料とされた。
しかし、地域的な貧困や食料分配の不公平も解決しなければ、菜食社会でも飢餓は発生し得る。このため、フランシス・ムア・ラッペはのちに、『食糧第一-食糧危機神話の虚構性を衝く』の運動を起こした。

#### 環境問題
2006年、国際連合食糧農業機関（FAO）は畜産が環境破壊への主な脅威であると報告した。
その報告によれば、森林伐採の原因の7割が畜産での放牧による。南米アマゾンの森林喪失面積のうち牧場面積は約33.6万km2（1996年時点）。牛肉が主な輸出品となっている中米のニカラグアでは、2011年から2016年の5年間に540km2の森林が草地に変わり牛の放牧が広くみられる。
2008年1月、自身がベジタリアンでもある気候変動に関する政府間パネル（IPCC）のラジェンドラ・パチャウリ議長は、肉は生産過程で二酸化炭素を大量に排出し輸送でもエネルギーを使用するため、肉の消費を減らすことは個人ができる温暖化対策の一つであると述べた。ラジェンドラ・パチャウリ議長は、畜産産業からの温室効果ガスの排出量は世界中の約20%であるとし、イギリス政府に2020年までに国内の食肉消費量を60%減らすことを求めている。
2009年、ワールドウォッチ研究所（レスター・R・ブラウンが設立）は、畜産業は、輸送などを含め世界中の温室効果ガスの51%を排出していると報告した。2017年に発表された研究では、野菜中心の食事に切り替えることで二酸化炭素の排出量を0.8t相当削減できると報告された。

##### 温室効果ガス
植物性の食品の生産は、動物性の食品と比較すると温室効果ガス排出量は49%少ない。
ウシなどの反芻動物は消化の際にCO2の20倍以上の温室効果を持つメタンガスを大量に排出している。
- しかし、実際には、農業排出区分から水田だけを対象にした米国環境保護庁（EPA）の報告書で、水田（稲作）のメタン放出量は年間6,000万から1億7,000万トンであり、家畜からのメタン発生量は年間6,500万から8,500万トンと推定される[60]。
- なお、ウシなどの反芻動物が消化の際に排出するメタンガスの日本国内の年間排出量は、国内の温室効果ガスの年間排出量（二酸化炭素換算）の約0.5%ほどの微量である[61]。

##### 水源汚染（糞尿問題）
畜産業の発達と郊外の都市化が進んだことにより、畜産農家が排出する大量の糞尿、臭気およびハエなどの害虫が住宅街に影響を与える場合がある。薬剤耐性菌の出現、糞尿の消臭・処理対策に限界があり、後継者不足も伴って廃業を余儀なくされるなど根本的な解決手段は見つかっていない。
畜産動物の糞尿の不適正処理で、クリプトスポリジウムや硝酸性窒素などによる河川や地下水等の水源が汚染される。

### その他
米ジョージタウン大学のウィリアム・ロバーツ医学博士は、人間の歯の9割近くは尖っていないことや、胃の中の塩酸が肉食動物に比べ少ないこと、腸の長さが長いこと、動物を殺すことは心理的に不快であることなどから、人間は本来植物を食べるようにできていると主張した。

## 健康

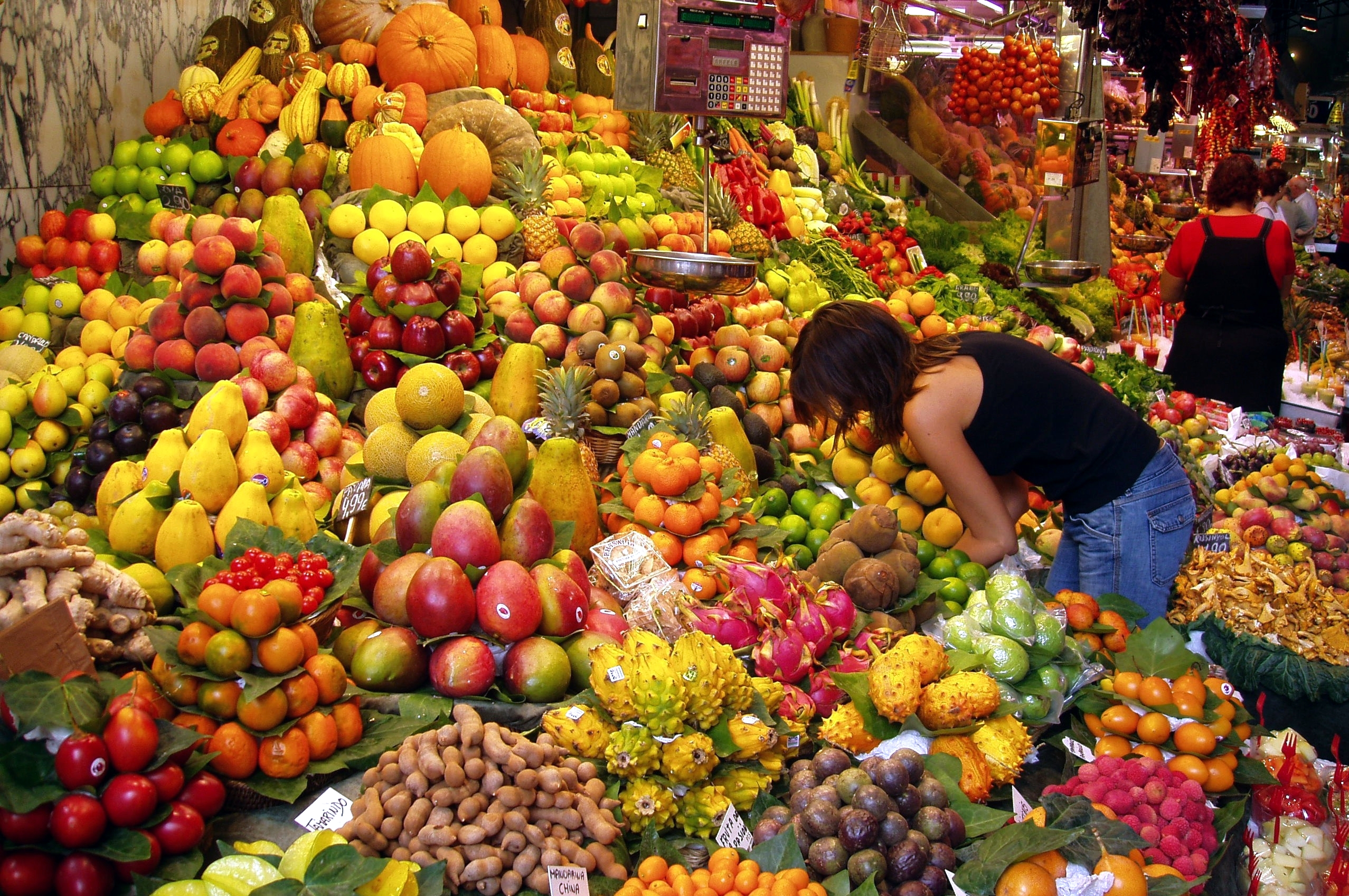
バルセロナの果物市場

専門団体の報告を挙げる。2003年にアメリカとカナダの栄養士会が合同で発表した専門家報告書は256の研究に基づいており、「牛乳や卵も摂取しない完全な菜食においても栄養が摂取でき、また菜食者はがん、糖尿病、肥満、高血圧、心臓病といった主要な死因に関わるような生活習慣病や認知症のリスクが減り、適切な菜食は乳児や妊娠期における全段階で可能である」とされた。同年、6つの前向きコホート研究をメタアナリシスし、20年以上の菜食者は平均余命が3.6年長いと報告した。2009年にアメリカ栄養士会は、適切な菜食が、同様に人間の生涯の全段階、またアスリートでも適切となりえ、虚血性心疾患による死亡リスクの低下や、低い血圧、2型糖尿病やがんのリスク低下など特定の病気の予防、さらに治療においても利点があるとしている。
2007年の世界がん研究基金の報告では、以前にマクロビオティックや菜食ががんの発症を少なくさせるという報告もあるが、現時点では食事法とがんのリスクの関係には確かな結論を下すことはできないとしている。
アメリカ合衆国農務省（USDA）は、2010年版の食生活指針の中で、菜食者は、がんと心臓病、全死亡リスクが低く、また血圧や肥満度指数（BMI）が低いと結論づけている。この指針は世界各国の研究に基づいており、科学的根拠の強弱の概念を採用している。また、骨粗鬆症のリスクが高くなることにも言及している。
2005年のイギリス栄養財団による報告書の要約においては、「よく計画された、バランスのとれた菜食主義もしくはビーガンの食事は栄養的に十分となりうる」と報告している。
2023年の研究で菜食を健康的に続けられる人とそうでない人は脂質代謝と脳機能にか関わる遺伝子に違いがあることを特定した。菜食を健康的に続けられる人は人体に必要な特定の脂肪酸を体内で合成できる遺伝子を持ち完全菜食で長期間健康的に生活できる、一方で菜食に向かない人のは体内で特定の脂肪酸を合成する遺伝子を持たず肉抜きの完全菜食では健康な生活ができない可能性が高いとの研究結果が報告された。菜食主義を称する人の内、約48～64％の人は動物性食品を食べているとういう。2007年から2010の研究ではアメリカの自称菜食主義者の割合は2.1％、そのうち93％が乳製品を摂取し、65％が鶏卵を摂取していると報告、また27％が赤身肉を摂取し、48％が赤肉、鶏肉、魚介類の内の何らかを摂取していると報告している。菜食主義を自称しても動物性食品を食べているとうことは、菜食をしようとしても体質の違いによって菜食が困難な人がいるのである。

### 総説
1983年から1990年にかけて行われた「中国プロジェクト」 は、アメリカ国立癌研究所とアメリカがん研究協会も資金提供し、アメリカのコーネル大学、イギリスのオックスフォード大学、中国のがん研究機関やほかのいくつかの国の研究機関が関与した科学研究である。中国プロジェクトを指揮したコリン・キャンベルは、研究結果を受けて「もっとも安全な食事は完全菜食である」と述べ、自らも完全菜食を実行し、5人の子供も完全菜食で育てた。中国プロジェクトでは、乳製品をまったく摂取しないが骨粗鬆症は非常に珍しいということや、鉄分は植物から摂取されており、鉄欠乏性貧血は肉の摂取と関係がないことを示した。コリン・キャンベルはコーネル大学でベジタリアンの栄養学を教えているが、「1980年代以降、菜食に関する科学的な研究が蓄積されているのに、肉と乳製品の摂取が必要だという視点を変えようとしない。今では科学的な研究の結果があるのに教育を受けた時代の常識を信じ込んでしまっている」と指摘している。
2009年に米国栄養学会のアメリカ臨床栄養学雑誌に掲載された第5回国際菜食栄養学会議では、ここ20年の研究は骨折リスクに関して牛乳や乳製品が有益だという証拠はほとんどないことを明らかにしてきており、菜食主義の食事に推奨されるべきではないと報告された。
2005年発表の報告では、ベジタリアン食は、胆石、心臓血管疾患、慢性関節リウマチ、認知症、憩室疾患、腎疾患、高血圧、骨粗鬆症、癌および糖尿病を予防および治療するとされている。
2016年発表のコホート試験を集めたメタアナリシスの報告では、動物由来の蛋白質・脂質などを完全に除去した生活をしても、乳癌・大腸癌・前立腺癌の発症リスクの低下は認められなかった。
2012年発表のベジタリアンと非ベジタリアンを比較したメタアナリシスの報告では、両者で全体的な死亡率と脳血管疾患に有意な差は確認されなかった。
2014年発表の報告では、菜食が全死亡率、癌（乳房を除く）および心血管疾患の全体的なリスクが低下していることが認められた。
菜食による糖尿病に関する論文を探索して、臨床試験では通常の糖尿病食よりも主として体重減少によって血糖値制御が大きく改善されており、アテローム性動脈硬化症の進行も抑制しており、ほかの治療法に匹敵することが示された。

### 完全菜食における必須栄養素
ビタミンB12やDHAやEPAは植物性の食品にはほとんど含まれない。完全菜食の場合、気を付ける必要がある栄養素もある。
- ビタミンB12

ヴィーガンは、ビタミンB12サプリメントを飲む必要がある。
海外のベジタリアンのサイトの報告では、血清ビタミンB12値は、ビタミンB12欠乏症を悪化させる可能性のある有害なビタミンB12類似体もビタミンB12として計測されてしまうために、尿中メチルマロン酸を調査すべきで、海苔を食べることはビタミンB12の供給源であるという論文の結論に同意しないと主張し、その理由として統計上の有意差はないが改善もしていないためである。尿中メチルマロン酸を計測した研究は、1日あたり海苔を4グラム以上摂取していた4名は尿中メチルマロン酸の上昇を示さなかったことから、海苔を毎日4グラム以上摂取することで、ビタミンB12の供給源になることが示唆されている。
日本の女子栄養大学の研究では、161名の厳格な菜食主義者は、血圧、BMI、血清脂質が国民健康調査の同年齢より低いことが判明している。また、αリノレン酸から体内で合成されるEPA、DHAは血清中の濃度が低いが、よりきわめて重要なDHA量を反映する赤血球中では比較的多く、想定よりもリスクが低いことが報告されている。
- ビタミンDは鮭、マグロ、メカジキなどに豊富で、日光を浴びれば体内でも合成されるが、長期的に食事からの摂取量が低く日光を浴びる時間が少ない場合や体内での変換や吸収に問題がある場合、牛乳を摂取しないタイプの菜食主義で欠乏症を起こすことがある[91]。

- ω-3脂肪酸は必須脂肪酸で、菜食では比較的少ない[92]。

### 菜食者を対象とした研究報告
鈴木英鷹と渡部由美による「菜食者18名を対象とした研究において、菜食者は鉄、ビタミンB1 、ナイアシン、食物繊維は所要量の80%以上充足していた。しかし、菜食者の44%がタンパク質必要量を摂取しておらず、エネルギー、その他の栄養素が顕著に低い。なお、国民栄養調査における同年代のタンパク質平均充足率は不足していない。
英国の研究では、ベジタリアンは、肉食者に比べ、虚血性心疾患のリスクが2割ほど低い。反面、脳卒中のリスクは2割高く、特に出血性脳卒中が43%上昇することが示されている。
オーストラリアとベトナムが2,700人を対象にした調査では、ベジタリアンの骨密度は、肉食者に比べて平均で5%低い。ただし、ガーバン医学研究所のトゥアン・グエンは、「骨密度と骨折リスクの関係は不明」としながらも、「欧米のベジタリアン人口は全人口の約5%を占め、その数は増え続けている。また、骨粗鬆症患者の数も世界的に増加傾向にあり、調査結果は考慮に値する」というコメントや、「厳格な菜食主義であるヴィーガンのほうが骨密度が低いが骨折率は高いわけではなく、健康を意識している傾向がある。また全体的にみればベジタリアンは長生きで、高血圧と心臓病リスクが低い傾向がある」とコメントしている。
1年間の完全菜食を行った研究報告によれば、試験期間中に脂質濃度、甲状腺ホルモン濃度、貧血、低タンパク血症などの異常は起こさなかった。開始から6か月程度で基礎代謝低下や食事誘導熱生産の減少、心拍数、体重などが安定し、低タンパク質食への適応反応が整ったものと考えられている。これは、尿・便へのタンパク質排出量が減少するなどのほかに、腸内細菌によってアンモニアに分解された尿素態窒素を身体のタンパク質材料として利用している可能性が指摘されているが、適応機構の詳細は未解明である。

### 子供への影響
菜食の子供への影響について、いくつかの研究によると完全菜食の子供の血中のバイオマーカーおよび微量栄養素を測定した結果、どの研究でも特にビタミンDの欠乏がみられ注意が必要であると結果が出た。その他にもビタミンA、カルシウム、必須アミノ酸などが不足しているとされた。これらの栄養素の不足は子供の健康に影響すると考えられるが、未だ明確な影響については研究が不足している
。
しかし、完全菜食の乳児の低カルシウム摂取およびビタミンD欠乏による栄養性くる病の症例も報告されている。ベジタリアン食およびビーガン食は乳児の鉄分、カルシウム、ビタミンD、ビタミンB、DHAなどの多くの栄養欠乏症を引き起こす可能性があり公衆衛生上の懸念になってきている。
また、母親の菜食が子供に与える影響もあるとされ、ビーガンなどの動物性食品を制限（ASF）した食事を摂る母親から生まれた新生児や動物性食品を制限した食事を摂る小児はビタミンB12欠乏症が高いとされ、妊娠中は動物性食品の制限を避けた方がよいとしている
。
ベジタリアンの母親に尿道下裂児の出産する割合が高かったという報告から、植物性エストロゲンとの関連が示唆されている。しかし、この関連性については現在のところ確立された結論はなく、尿道下裂との因果関係に関して明確な証拠は不足しているため、今後の研究による解明が求められる。

### 女性への影響
英国で35～69歳の女性を調査した結果、ベジタリアンの女性は、肉を食べる人と比較して股関節骨折のリスクが33%高い。一方、魚を食べ肉を食べないペスカタリアンではそのようなリスク上昇は見られないことが判明している。

## 菜食史

### 古代
菜食主義は古代ギリシャでも実践されており、紀元前6世紀のギリシャの哲学者であるピタゴラス（前582年-前496年）が創設したピタゴラス教団では、オルペウス信仰のため食肉を嫌い、動物を殺すことは殺人に、食肉は食人に等しいと考えた。ピタゴラスが実際に菜食主義を主張したか不明だが、オウィディウス（前43年-後17年?）の『変身物語』15章では、技巧的に描写されたピタゴラスは厳格な菜食主義を主張している。この逸話を通して昔の英語圏の人々にピタゴラスはよく知られ、19世紀にvegetarianismが造語されるまでベジタリアンは英語で「ピュタゴリアン」と呼ばれた。
紀元前30年-西暦50年に、北部トラキア地方のモエシ族でも菜食は実践された。彼らは蜂蜜、牛乳、チーズは食べていた。
インドでは動物への非暴力的態度（アヒンサー）に関連して菜食主義が何千年もの間、宗教団体や哲学者によって広められた。古代インドの作品『ティルックラル』は、明確に菜食主義と不殺生を説いている。特に『ティルックラル』26章のカプレット251-260では主に菜食主義やヴィーガニズムを扱っている。ギリシャやエジプトなどでは、菜食は医療や禊（みそぎ）の目的を持っていた。仏教やジャイナ教では、故意に生き物を殺してはならないという教義が設けられてきた（「五戒#不殺生戒」参照）。仏教の精進料理は、倫理的な戒律を守るという意味が元である。
ローマ帝国でもオウィディウスやプルタルコス（48年?-127年?）は罪のない動物への虐待を非難し、プルタルコスの『肉を食すること』という随筆には、精神的な主張だけでなく、身体にとって有害だという今日まで通じる主張を行った。3世紀にはポルピュリオス（234年-305年）は、菜食の風習はもう古いと言及して、概念をとりまとめ神にとって大切な教義とした。キリスト教の正統派は菜食主義ではなかったが、キリスト教教会の聖人の中のクリュソストモス（344年?-407年）やベネディクトスなどは欲望を制限するために肉を忌避し、（キリスト教などの影響を受けた）マニ教のように菜食主義の一派も存在した。
古代ローマ帝国のキリスト教化に伴って、実質的に、菜食主義はインド以外の地域では消えた。

### ルネッサンス期以後
菜食主義はルネッサンス期に復興し、19世紀以降、より広範に普及している。
17世紀の西欧で菜食の考えに変化が訪れた。イギリスの宗教家Thomas Tyronが 『健康、長寿、幸福への道』(1683年）で、「聖書創世記には、『肉を供してはならない』と記載している」という理論的な主張のほか、健康問題を強調した。18世紀になると、特にイギリスで、神経系の研究による人間と高等動物の類似性が発見され、苦痛についての生理学的な推測によって、人間と動物は近い関係にあるという認識が育まれた。
19世紀、1810年代のアメリカ合衆国で、菜食を会員の条件としたキリスト教の一派である聖書クリスチャン教会が創始された。1822年にキリスト教を社会的な教義に格上げしようとする福音主義が、イギリスで西欧世界初の動物愛護法（マーチン法）を成立させると、動物への残虐行為を避けることに注目が集まり、菜食主義に関する書物も増加した。さらに、医師が健康のための食事法について報告するようになった。
1847年9月30日にはイギリスベジタリアン協会が組織され、活力のための菜食主義を訴えた。後には、動物実験や絹や皮革製品に反対するなど、社会全般の改革運動を奨励した。1850年にはアメリカベジタリアン協会が、1866年にドイツベジタリアン協会が設立され、1908年には国際ベジタリアン連合が設立された。
20世紀初頭になるとジョン・ハーヴェイ・ケロッグが菜食主義の医学的側面を強調して推進者となり、動物性タンパク質が腸内細菌を繁殖させ細菌の毒によって健康を害するという自家中毒説は広く知られるようになった。ケロッグ兄弟が考案した菜食者用シリアル「ケロッグ」は有名になった。菜食主義を実践するセブンスデー・アドベンチスト教会の人々の健康を調査して菜食の健康面がさらに注目された。
1971年には、フランシス・ムア・ラッペが食肉の効率の悪さや、環境への悪影響を列挙し、生態系の問題を訴えた。哲学者のピーター・シンガーは1975年の『動物の解放』を書き動物の権利についての討論が行われるようになった。

### 日本における菜食主義

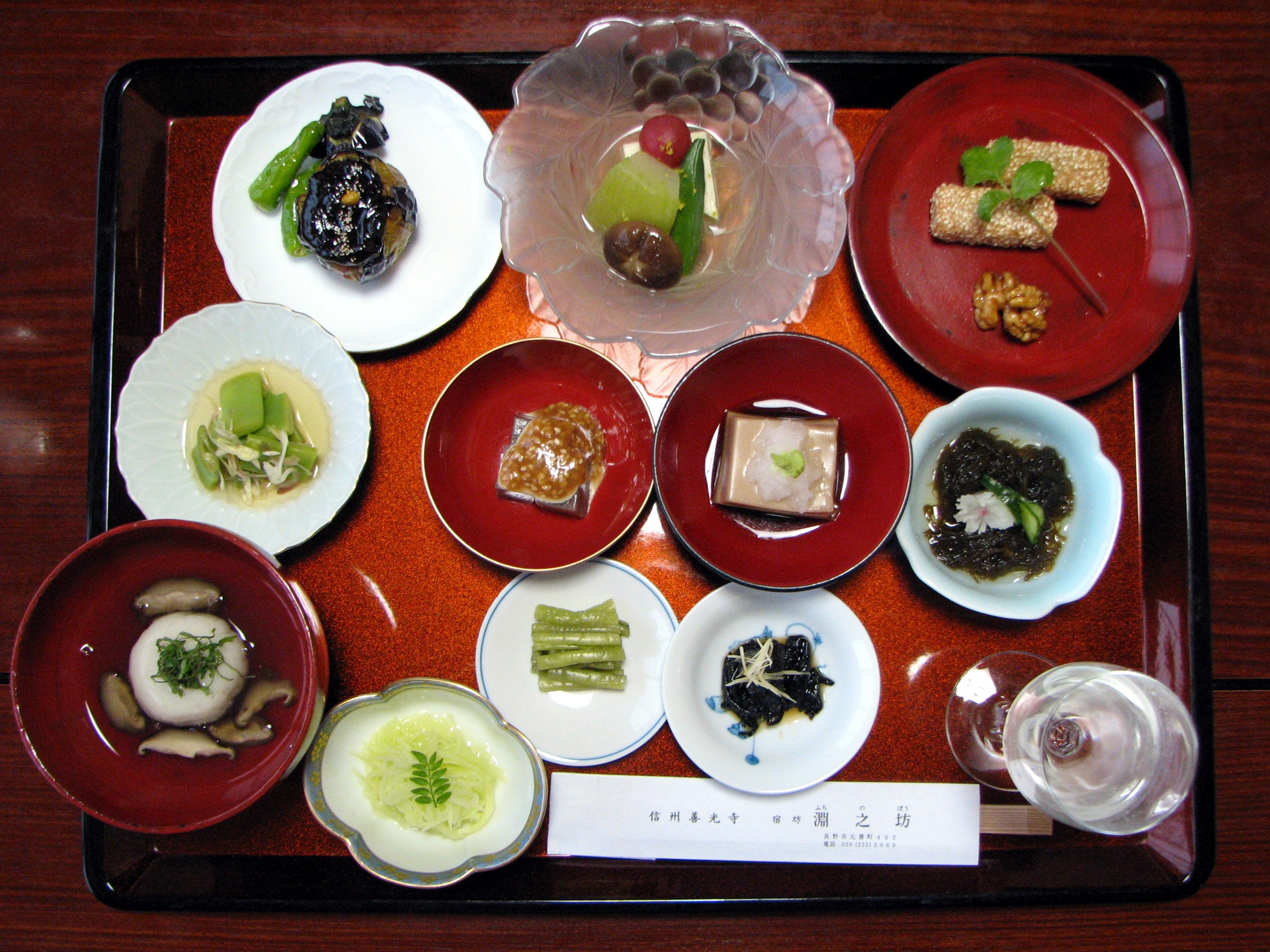
精進料理

日本では奈良時代に天武天皇が律令体制を築き、以後、動物の殺生や肉食が禁じられていき、肉食はタブーとなった。
明治以降に魚以外の動物の肉食が広まるまで、菜食主義は日本の伝統宗教である大乗仏教の重要な戒律の一つであった。しかし鎌倉新仏教の時代になると「肉食妻帯」の浄土真宗、「末法無戒」の日蓮宗などが台頭し、持戒の精神は廃れていった。
一方で禅宗の影響で、動物性の材料を一切用いない精進料理が発達した。黄檗宗の影響を受けて発達した普茶料理は完全菜食主義的である。
明治時代になると肉食が奨励されたが、明治末期においても肉類や魚介類の消費はごく限られていた。第二次世界大戦後は日本で畜産物の消費量が増えたが、これはアメリカ合衆国の農産物販売戦略の影響であるという指摘がある。
明治期にドイツの医師ベルツが人力車の車夫に行った実験では、菜食中心の食事をしていた車夫に肉や牛乳、バターなどを与えたが、疲労が溜まって走れなくなった事例がある。同様に、菜食主義者が急に肉を食べると調子が悪くなる例が見られる。
21世紀に入り、日本でも畜産反対運動が展開されている。

## メディア
イギリスでは公共放送の英国放送協会（BBC）が『Cooking in the Doctor's Kitchen』というテレビ番組でヴィーガン料理を特集したことでベジタリアンの実践者を増やした。
日本では2008年6月25日から『Veggy』という雑誌が出版されている。

## 菜食主義者の割合
国別の菜食主義者の割合は表の通り。
| 国               | ベジタリアン (%) (ビーガン含む) | データ調査年   | ビーガン (%) | データ調査年 |
| ---------------- | ------------------------------- | -------------- | ------------ | ------------ |
| オーストラリア   | 11%                             | 2016 2010      |              |              |
| オーストリア     | 9%                              | 2013           |              |              |
| ブラジル         | 8.0%                            | 2012           |              |              |
| カナダ           | 9.4%                            | 2016           | 2.3          | 2016         |
| チェコ           | 1.5%                            | 2003           |              |              |
| 中国             | 4% – 5%                         | 2013           |              |              |
| デンマーク       | 4%                              | 2011           |              |              |
| フィンランド     | 2%                              | 2011 2015      | 0.5%         | 2013         |
| フランス         | 1.5%                            | 2011           |              |              |
| ドイツ           | 10%                             | 2018           | 1.6%         | 2018         |
| インド           | 29% – 40%                       | 2009 2014      | 27%          |              |
| イスラエル       | 13%                             | 2015           | 5%           | 2015         |
| イタリア         | 7.1% – 10%                      | 2009 2015      | 0.6% – 2.8%  | 2015         |
| 日本             | 9.0%                            | 2019           | 2.7%         | 2014         |
| ラトビア         | 3% – 5%                         | 2013           |              |              |
| オランダ         | 5.0%                            | 2016 2017      |              |              |
| ニュージーランド | 10.3%                           | 2016           |              |              |
| ノルウェー       | 10%                             | 2012           |              |              |
| ポーランド       | 3.2%                            | 2013           | 1.6%         | 2013         |
| ポルトガル       | 1.2%                            | 2017           | 0.6%         | 2017         |
| ロシア           | 3% – 4%                         | 2014           |              |              |
| スロベニア       | 1.4% – 1.6%                     | 2007/2008      | 0.3% – 0.5%  | 2007/2008    |
| スペイン         | 1.5%                            | 2017           | 0.2%         | 2017         |
| スウェーデン     | 10%                             | 2014           | 4%           | 2014         |
| スイス           | 14%                             | 2017           | 3%           | 2017         |
| イギリス         | 14%                             | 2015 2014 2016 | 7%           | 2018         |
| アメリカ         | 9.3%                            | 2016           | 6%           | 2017         |
| ベルギー         | 10.0%                           | 2016           |              |              |
| 台湾             | 14.0%                           | 2015 2016 2017 |              |              |
| 韓国             | 1.0%                            | 2011           |              |              |

## 食品
- 機内食 - 国際線の特別食としてベジタリアン料理の設定がある。
- 精進料理
- 禁葷食
- 培養肉
- 代替肉
  - トーファーキー
- 植物性ミルク
- アナログチーズもしくは、イミテーションチーズ（蘭: imitatiekaas）という代用チーズ
  - ビーガン・チーズ（英語版）
- ニュートリショナル・イースト（英語版）（栄養酵母、nooch） - 調味料や材料となる。